# 網路上身
《網路上身》（英語：The Net）是1995年的美國網路驚悚電影，由艾文·溫克勒執導，以及珊卓·布拉克、杰瑞米·诺森和丹尼斯·米勒演出。

## 劇情
電影一開始出現美國國防部長邁克爾·伯格斯特龍(肯·霍華)因知道自己HIV檢測結果為陽性而自殺。
主角安吉拉·貝內特(珊卓·布拉克)是一位在加州威尼斯工作的系統分析師， 透過電信線路與位於舊金山的教堂軟體遠端工作。貝內特的所有社交幾乎都在網路和電話上，除了跟她的鄰居偶尔的互動，還有拜訪因阿茲海默症住進安養院，時常會忘記她是誰的母親(黛安·貝克)。貝內特的同事寄給她一張软盘，裡頭有叫做π的後門，能夠連到由葛列格軟體販售，被叫做守門員的安全系統。戴爾和貝內特決定見面討論這件事情，但戴爾的私人飛機導航失靈，撞到高樓失事身亡。
之後貝內特到墨西哥科蘇梅爾島渡假，在那邊遇到傑克·德夫林(杰瑞米·诺森)。在引誘貝內特後，德夫林請了扒手在他們兩人延著海邊散步時，摸走她的皮包。他追在扒手後面，進入樹叢後面，先是射殺扒手，然後翻著她的皮包想找那張软盘。德夫林帶著貝內特到他的小艇上想要殺害她，但是她發現他的槍之後想辦法逃走。貝內特帶著软盘和德夫林的皮夾駕船逃走，小船卻不幸的撞到岩石，软盘因而毀掉，貝內特失去意識， 昏迷三天。
貝內特在醫院醒來，卻發現她所有關於她人生的記錄全部不見了：她已經從旅館退房，她的車不在洛杉磯國際機場停車場，信用卡也已經失效了。貝內特的家已經被清空，並且被列在出售清單上。更慘的是，由於沒有鄰居對她有印象，也就無法確認她的身份。貝內特的社會安全號碼如今名列"露絲·馬克思"，也因德夫林竄改警方犯罪資料庫而有前科。貝內特打到教堂公司，卻有一位冒牌者回話，要用软盘交換她原先的正常生活。最後貝內特只好找她的心理醫師兼前男友艾倫·查普頓(丹尼斯·米勒)。查普頓幫她訂房間，并且联系他的FBI朋友看是怎麼回事，还安排將她母親移到安全的地方。
貝內特運用她知道的後門特性，還有在德夫林皮夾中找到的密碼，登入貝塞斯達海軍醫院的電腦，得知反對聯邦政府使用Gatekeeper的伯格斯特龍，其實是被誤診。駭客伙伴"Cyberbob"辨識π其實是最近造成遍佈全球，數起電腦失效的事件，惡名昭彰的網路恐怖組織"Praetorians"。貝內特與Cyberbob約定在太平洋公園碰面，卻被Praetorians攔截他們的網路對話。貝內特來到太平洋公園，卻被身份是網路恐怖組織旗下殺手的德夫林襲擊，而查普頓被人搞亂醫療儀器和記錄而殺死。當貝內特被加州公路巡警逮補時，有一位自稱是查普頓FBI朋友的人把她從監獄保出來，不過她察覺他是冒牌者而再度逃走。
如今因殺人而被通緝，貝內特從洛杉磯搭便車到舊金山教堂公司的辦公室。藉由用了冒牌者的電腦，貝內特發現葛列格軟體和恐怖份子的關係，察覺他們的陰媒。當Praetorians破壞某個組織的電腦系統，葛列格軟體就會出現販售產品，而這些產品的後門造成他們有完整無限制的存取權限。貝內特從莫斯康展覽中心將證據用電子郵件方式寄給FBI，並且騙德爾文在葛列格的系統釋出病毒，恢復原先貝內特被刪除的身份資料。他們在展覽中心的伸展臺扭打，德爾文不小心射到並殺了冒牌者(真正的露絲·馬克思)，貝內特用滅火器打德爾文，造成他從高處摔落死亡。電影結尾貝內特與母親重逢，而陰謀也被揭發了。

## 演員
- 珊卓·布拉克：安吉拉·貝內特
- 杰瑞米·诺森：傑克·德夫林
- 丹尼斯·米勒：艾倫·查普頓醫生
- 黛安·貝克：貝內特太太
- 溫迪·甘佐勒：露絲·馬克思
- 肯·霍華德：邁克爾·伯格斯特隆
- 雷·麥克農：戴爾·赫斯曼
- 羅伯特·格塞特：班·菲利普斯
- 雷恩T.布朗：騎警

## 製作
1994年10月，珊卓·布拉克同意從1995年1月中到4月10日參與演出電影網路上身。網路上身在1995年1月5日于舊金山莫斯康展覽中心和Macworld取景，到了1995年4月在華盛頓特區拍攝。

## 回響

### 票房
網路上身的製作費用大约2,200萬美元，影片于1995年7月28日上映，在美国取得$50,727,965美元票房收入，加上海外票房，全球共賺得$110,627,965美元，再加上美國出租片市場則达到$23,771,600美元。

### 影評
影評網站爛番茄累積47篇網路上身的影評，平均分數是10分中的5.1分，共36%的影評人給了正面評價， 其中羅傑·伊伯特給四星中的三星。
Owen Gleiberman在Entertainment Weekly認為除了珊卓布拉克的演出出色，他補充說：「布拉克將你拉進電影劇情中，她的燦爛的笑容，以及清楚哀求的眼睛有時候讓人想到茱莉娅·罗伯茨。」

## 衍生電視劇和續集
電影後續啟發布魯克·蘭登飾演主角安吉拉·貝內特的同名衍生剧。
網路上身有一部由妮基·迪洛許飾演主角霍普·卡西迪，艾文·溫克勒兒子察爾斯·溫克勒執導的續集The Net 2.0，2005年2月宣佈要開拍。2006年直接發行到錄影帶市場，劇情描述一位年輕的系統分析師到伊斯坦堡從事新工作，卻發現她的身份證明被偷取了。

## 外部連結
- 互联网电影数据库（IMDb）上《The Net》的资料（英文）
- 豆瓣电影上《網路上身》的資料 （简体中文）
- AllMovie上《The Net》的资料（英文）
- 爛番茄上《The Net》的資料（英文）
- Box Office Mojo上《The Net》的資料（英文）
- Wired.com （页面存档备份，存于）